# Noritonus subeminentus
Noritonus subeminentus är en insektsart som beskrevs av Nielson 1979. Noritonus subeminentus ingår i släktet Noritonus och familjen dvärgstritar. Inga underarter finns listade i Catalogue of Life.